# Внешняя политика Сьерра-Леоне
Внешняя политика Сьерра-Леоне — общий курс Сьерра-Леоне в международных делах. Внешняя политика регулирует отношения Сьерра-Леоне с другими государствами. Реализацией этой политики занимается министерство иностранных дел Сьерра-Леоне.
Сьерра-Леоне поддерживает официальные отношения со многими западными странами. Также поддерживает дипломатические отношения со странами бывшего Восточного блока и с Китайской Народной Республикой.
Правительство Сьерра-Леоне установило 16 посольств и высоких комиссий по всему миру.

## Многосторонние контакты
Правительство бывшего президента Сиака Стивенса стремилось к более тесным отношениям со странами Западной Африки в рамках Экономического сообщества стран Западной Африк (ЭКОВАС). 
Сьерра-Леоне является членом Организации Объединённых Наций и её специализированных учреждений, Содружества наций, Африканского союза, Африканского банка развития, Союза государств реки Мано, Организации исламского сотрудничества и Движения неприсоединения.
Сьерра-Леоне также является членом Международного уголовного суда с двусторонним соглашением об иммунитете для защиты американских военных (как указано в статье 98).

## Отношения с соседними государствами

### Гвинея
Сьерра-Леоне выступает против продолжающегося размещения вооружённых сил Гвинеи в Йенги, небольшой деревни на реке Макона, вдоль которой проходит граница с Гвинеей. Сухопутные войска Гвинеи прибыли в Йенгу в середине 1990-х годов, чтобы помочь сьерра-леонским военным подавить восстание повстанцев и обеспечить безопасность их общей границы, но остались там даже после того, как обе страны подписали соглашение 2005 года, признающее, что Йенга принадлежит Сьерра-Леоне. В 2012 году обе стороны подписали декларацию о демилитаризации территории.

### Либерия
В июне 2007 года открылся пограничный пункт Бо-Уотерсайд, который закрылся в 1990 году после того, как Чарльз Тейлор захватил власть в Либерии. Этот факт был воспринят Либерией как знак улучшения отношений и стимулирования роста товарооборота между странами.